# دورگه پرنده

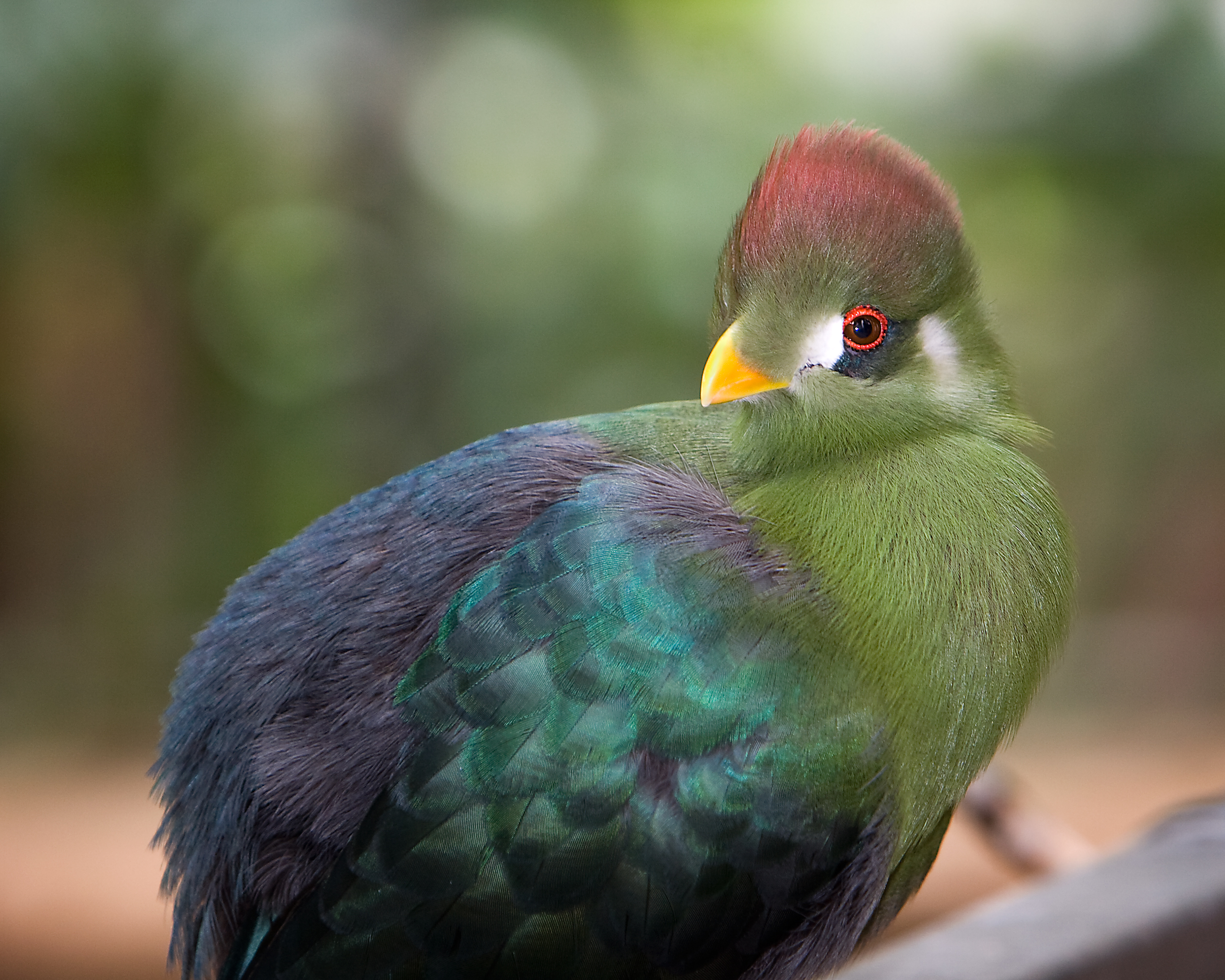
موزخوار دورگه

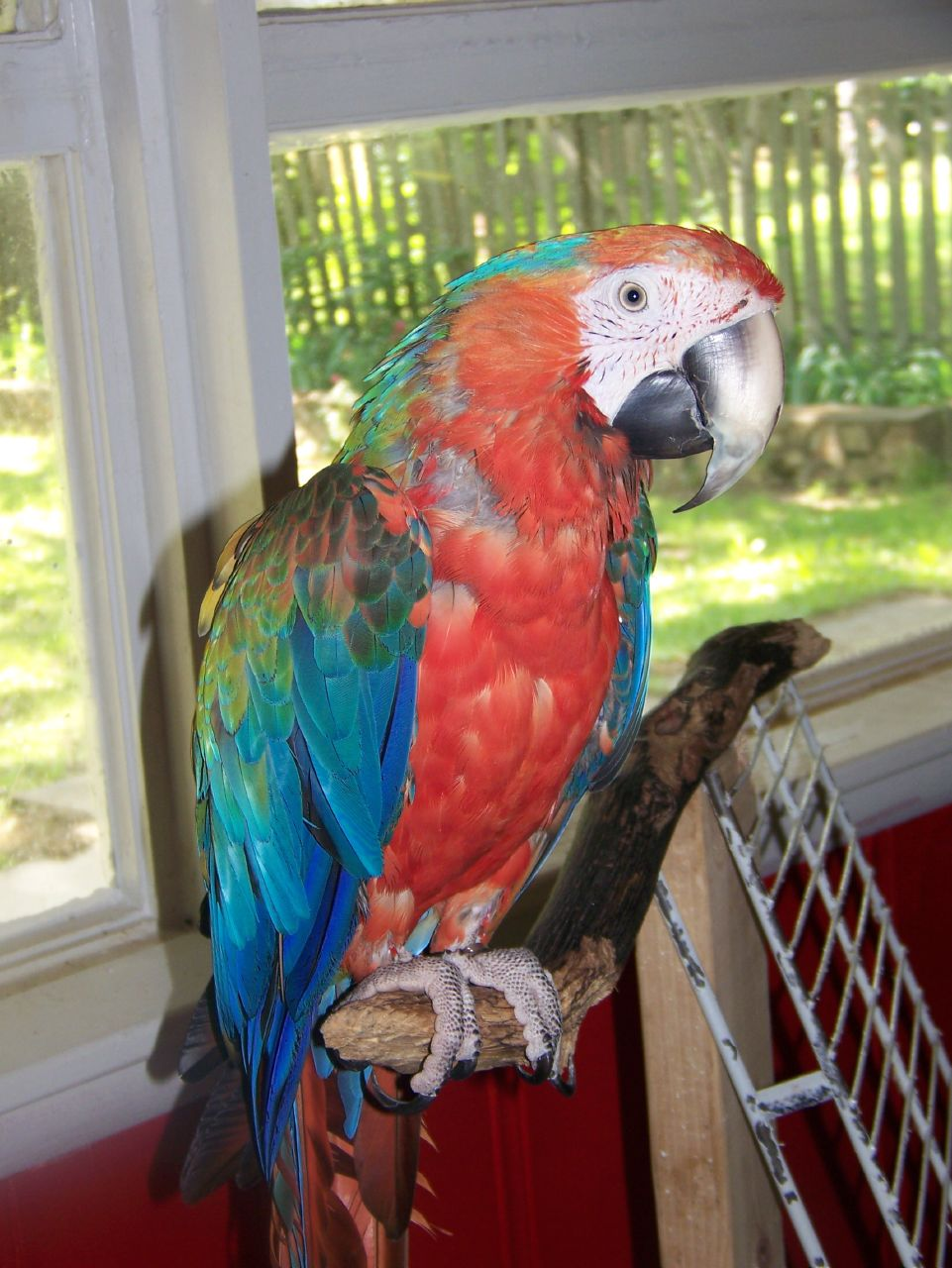
یک دورگه مکائو کاتالینا - مکائوی آبی‌طلایی × مکائوی سرخ‌فام

دورگه پرنده (به انگلیسی: Bird hybrid)، پرنده‌ای است که دو گونه متفاوت به عنوان والدین دارد. پرنده به دست آمده می‌تواند با هر ترکیبی از ویژگی‌های گونه‌های مادر، از کاملاً یکسان تا کاملاً متفاوت، ظاهر شود. معمولاً دورگه پرنده ویژگی‌های بینابین دو گونه را نشان می‌دهد. دورگه «موفق» دورگه‌ای است که نشان داده شده‌است که فرزندان بارور تولید می‌کند. بر اساس آخرین برآوردها، حدود ۱۶ درصد از همه گونه‌های پرندگان وحشی دارای دورگه‌زایی با یکدیگر شناخته شده‌اند. با در نظر گرفتن دورگه‌های اسیر، این تعداد به ۲۲ درصد افزایش می‌یابد. چندین گونه پرنده با چندین گونه دیگر دورگه می‌شوند. به عنوان نمونه، دورگه مرغابی سرسبز (Anas platyrhynchos) با حداقل ۴۰ گونه مختلف شناخته شده‌است. پیامدهای بوم‌شناختی و تکاملی دورگه‌زایی چند گونه هنوز مشخص نیست.

## نمونه‌هایی از پرندگان دورگه

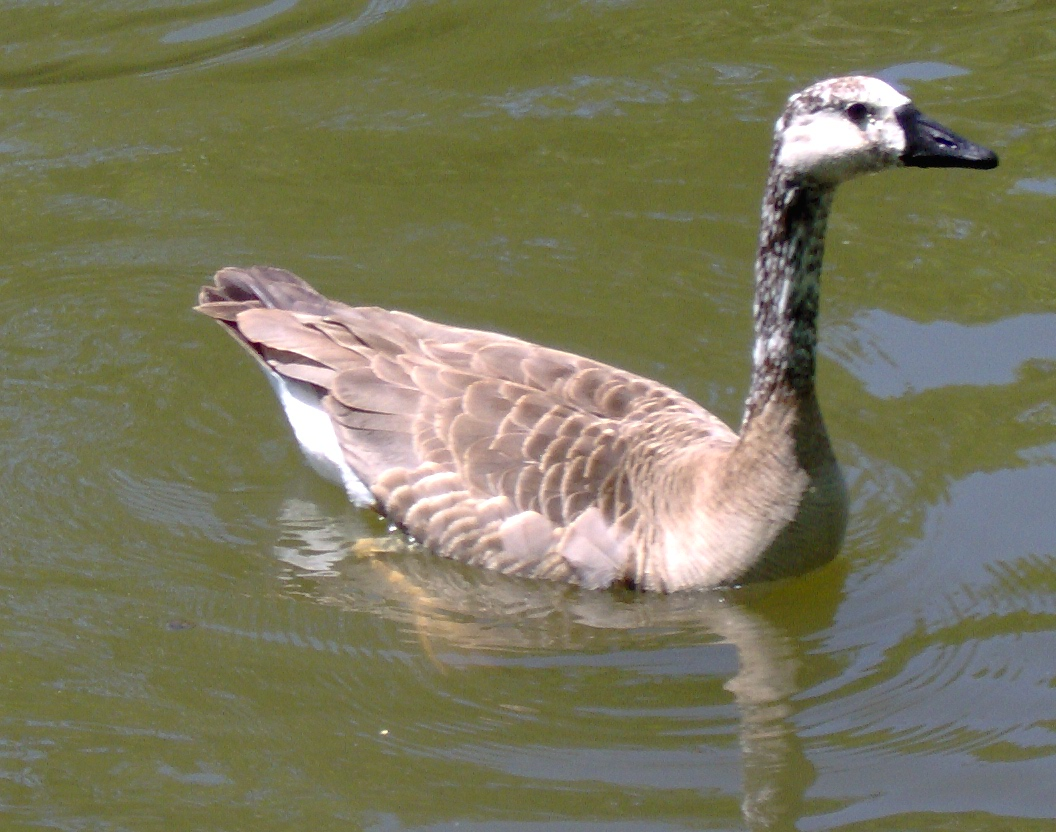
یک دورگه بین سرده‌ای بین غاز کانادایی ( Branta canadensis ) و غاز خانگی ( Anser anser domesticus )
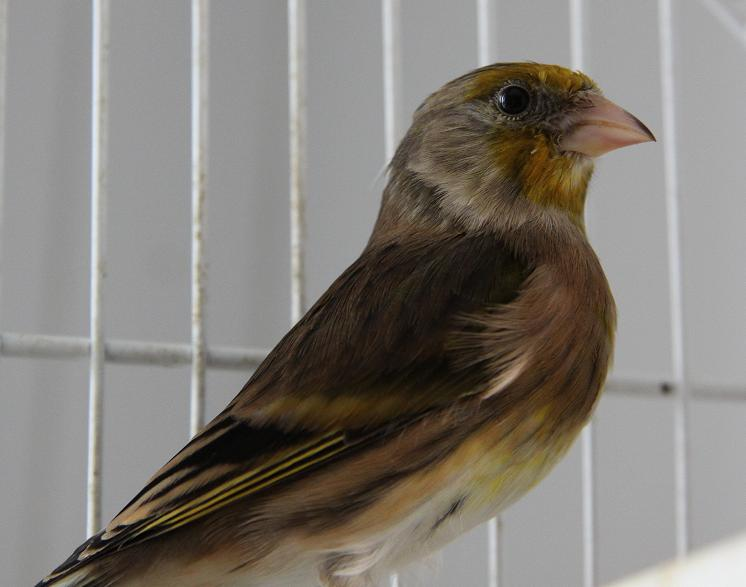
دورگه بین قناری اهلی و سهره
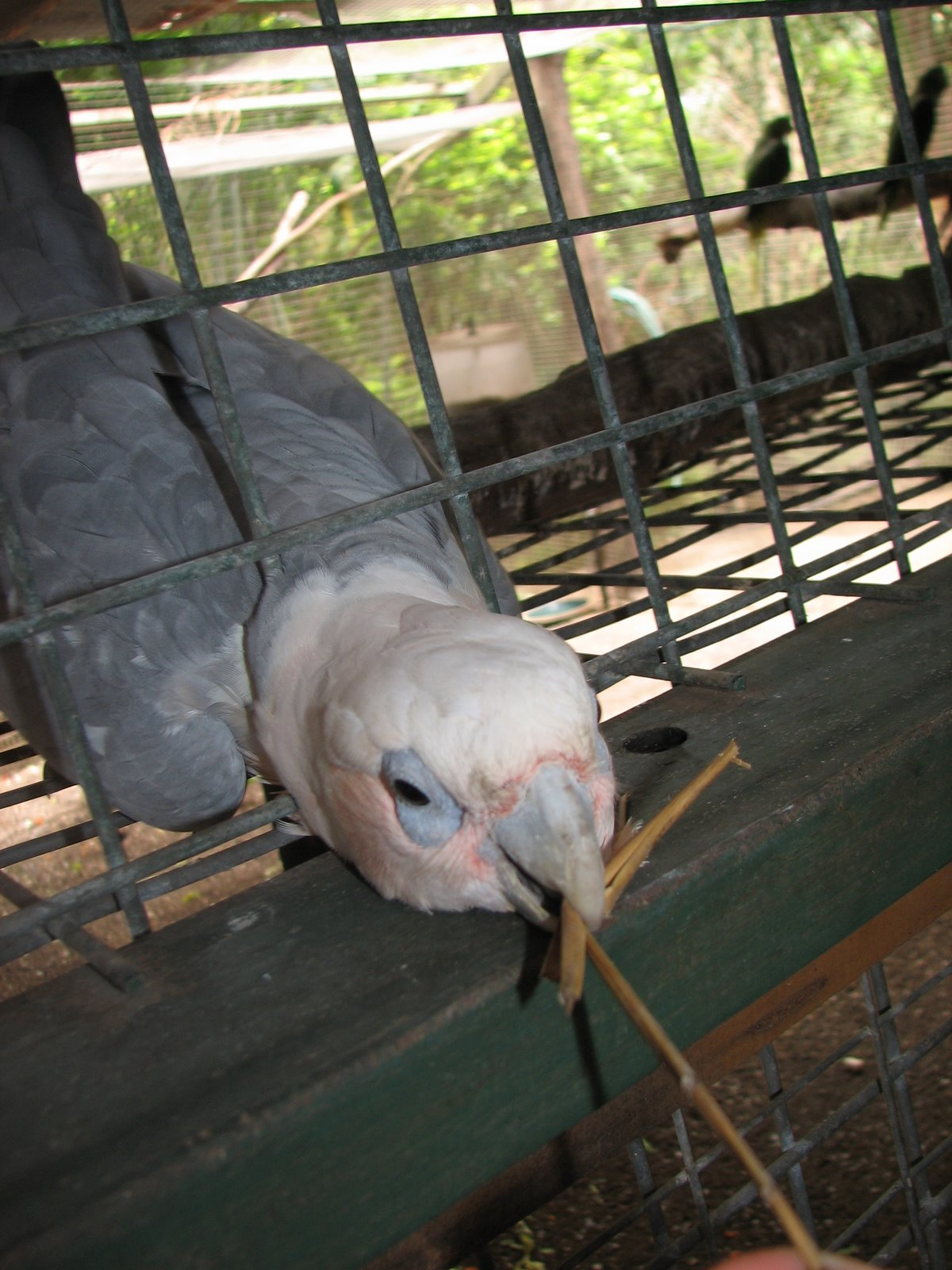
یک دورگه بین سرده‌ای گالا × کوچک کورلا
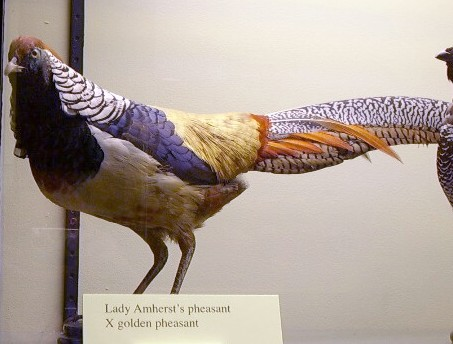
قرقاول لیدی امهرست × قرقاول طلایی
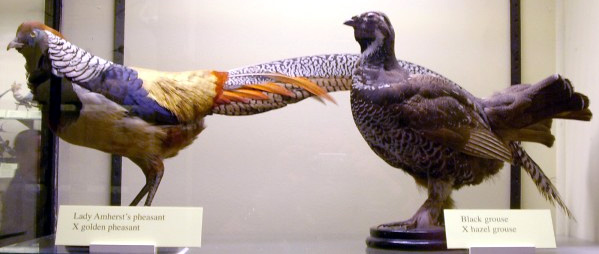
قرقاول دورگه (سمت چپ) و دورگه سیاه‌خروس سیاه × باقرقره فندقی (راست)
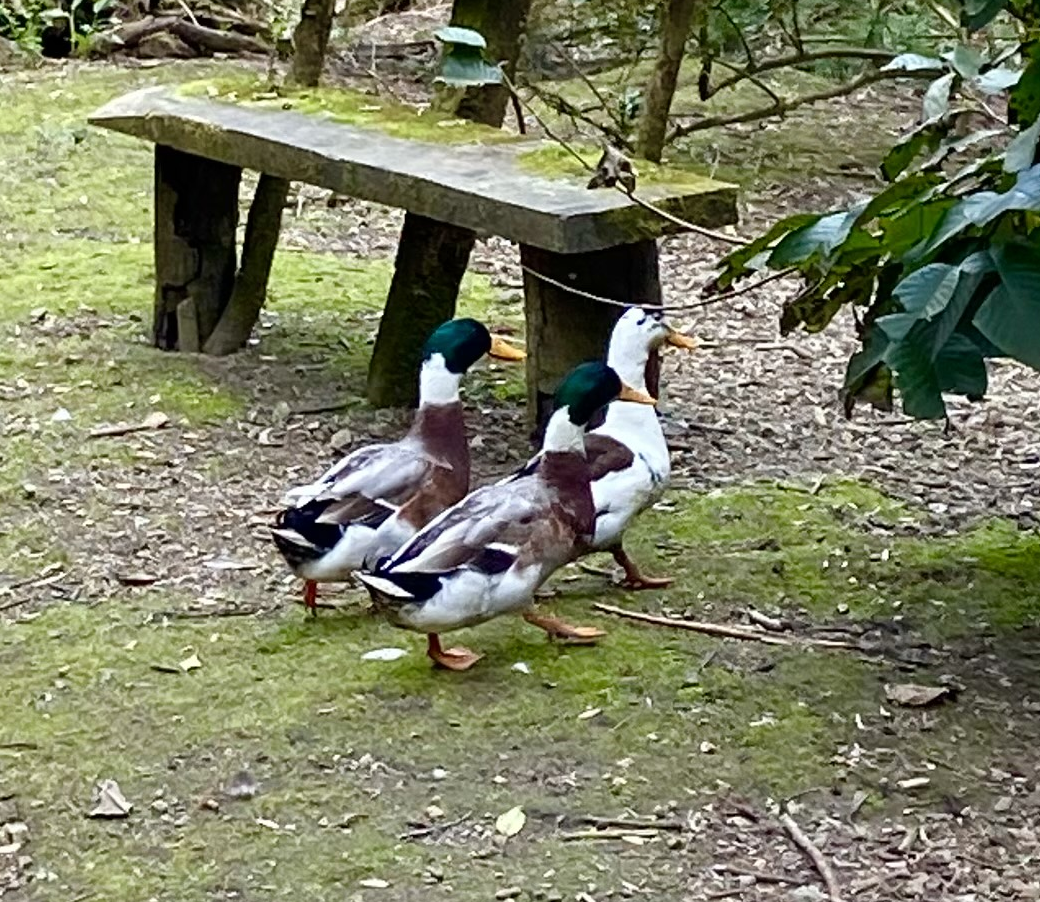
مولارد، دورگه بین مرغابی مسکوی اهلی و مرغابی سرسبز وحشی